# Justine
Justine ou Os Infortúnios da Virtude (em francês: Justine ou les Malheurs de la vertu) é um romance de 1791 de Donatien Alphonse François de Sade, mais conhecido como Marquês de Sade. Justine se passa pouco antes da Revolução Francesa na França e conta a história de uma jovem garota que atende pelo nome de Thérèse. Sua história é contada a Madame de Lorsange enquanto ela se defende de seus crimes, a caminho da punição e da morte. Ela explica a série de infortúnios que a levaram à sua situação atual.

## História da obra
Justine (título original em francês: Les infortunes de la vertu) foi uma das primeiras obras do Marquês de Sade, escrita em duas semanas em 1787, enquanto ele estava preso na Bastilha. É uma novela (187 páginas) com relativamente pouca da obscenidade que caracterizou seus escritos posteriores, pois foi escrita no estilo clássico (que estava na moda na época), com muitas descrições prolixas e metafóricas.
Uma versão muito mais extensa e gráfica, intitulada Justine ou Les Malheurs de la vertu (1791) (título em inglês: Justine, or The Misfortunes of the Virtue ou simplesmente Justine), foi o primeiro livro de Sade publicado.
Uma versão mais estendida, La Nouvelle Justine ou Les Malheurs de la vertu (A Nova Justine), foi publicada nos Países Baixos em 1797. Esta versão final, La Nouvelle Justine, afastou-se da narrativa em primeira pessoa das duas versões anteriores e incluiu cerca de 100 gravuras. Foi acompanhada por uma continuação, Juliette, sobre a irmã de Justine. Os dois juntos formaram 10 volumes de quase 4.000 páginas no total; a publicação foi concluída em 1801.
Napoleão Bonaparte ordenou a prisão do autor anônimo de Justine e Juliette e, como resultado, Sade ficou encarcerado pelos últimos 13 anos de sua vida. A destruição do livro foi ordenada pela Cour Royale de Paris em 19 de maio de 1815.

## Publicação moderna
Uma tradução censurada de Justine para o inglês foi publicada nos EUA pela Risus Press no início da década de 1930 e passou por muitas reimpressões. A primeira tradução não expurgada de Justine para o inglês (por "Pieralessandro Casavini", pseudônimo de Austryn Wainhouse) foi publicada pela Olympia Press em 1953. Wainhouse posteriormente revisou essa tradução para publicação nos Estados Unidos pela Grove Press (1965). Outra versão moderna traduzida ainda em circulação é a edição Wordsworth de 1999 — uma tradução da versão original na qual Justine se autodenomina Sophie e não Thérèse.
A versão final de 1797, La Nouvelle Justine, nunca foi publicada em tradução para o inglês, embora tenha sido publicada em francês nas condições permissivas do final da década de 1960, como parte de duas edições limitadas rivais das obras definitivas reunidas de Sade: Œuvres complètes de Sade de Jean-Jacques Pauvert (1968, 30 volumes) e Œuvres complètes du Marquis de Sade: editions definitive de Cercle du Livre Precieux (1967, 16 volumes).

## Enredo
A trama gira em torno de Justine, uma jovem donzela de 12 anos ("Quanto a Justine, com doze anos, como já observamos") que parte para trilhar seu caminho na França. A trama a acompanha até os 26 anos em sua busca pela virtude. Ela recebe lições sexuais, ocultas sob uma máscara virtuosa. As situações infelizes incluem o momento em que busca refúgio e confissão em um mosteiro, mas é forçada a se tornar escrava sexual dos monges, que a submetem a inúmeras orgias, estupros e rigores semelhantes, e o momento em que, ajudando um cavalheiro que é assaltado em um campo, ele a leva de volta ao seu château com a promessa de um cargo para cuidar de sua esposa, mas ela é então confinada em uma caverna e sujeita a praticamente a mesma punição. Essas punições são praticamente as mesmas do início ao fim, mesmo quando ela vai a um juiz implorar por clemência em seu caso de incendiária e depois se vê abertamente humilhada no tribunal, incapaz de se defender. Essas punições são descritas em um estilo verdadeiramente sadiano. No entanto, ao contrário de algumas de suas outras obras, o romance não é apenas um catálogo de sadismo.
Justine (Thérèse ou Sophie na primeira versão) e Juliette eram filhas do Sr. de Bertole. Bertole era um banqueiro viúvo que se apaixonou pela amante de outro homem. O homem, Sr. de Noirseuil, em busca de vingança, fingiu ser seu amigo, garantiu sua falência e acabou o envenenando, deixando as meninas órfãs. Juliette e Justine viviam em um convento, onde a abadessa corrompeu Juliette (e tentou corromper Justine também). No entanto, Justine era doce e virtuosa. Quando a abadessa descobriu a morte de Bertole, expulsou as duas meninas. A história de Juliette é contada em outro livro e Justine continua em busca da virtude, começando como empregada doméstica na casa do usurário Harpin, onde seus problemas recomeçam.
Em sua busca por trabalho e abrigo, Justine caía constantemente nas mãos de bandidos que a violentavam e torturavam, assim como as pessoas com quem fazia amizade. Justine foi falsamente acusada de roubo por Harpin e enviada para a prisão, esperando ser executada. Ela teve que se aliar à Srta. Dubois, uma criminosa que a ajudou a escapar junto com seu bando. Para escapar, a Srta. Dubois provocou um incêndio na prisão, no qual 21 pessoas morreram. Após escapar do bando de Dubois, Justine se perde e acidentalmente invade as terras do conde de Bressac.
A história é contada por "Thérèse" ("Sophie" na primeira versão) em uma estalagem, para Madame de Lorsange. É finalmente revelado que Madame de Lorsange é sua irmã há muito perdida. A ironia é que sua irmã se submeteu a um breve período de vício e encontrou uma existência confortável, onde podia praticar o bem, enquanto Justine se recusou a fazer concessões pelo bem maior e mergulhou ainda mais no vício do que aqueles que se entregariam voluntariamente.
A história termina com Madame de Lorsange libertando-a de uma vida de vícios e limpando seu nome. Logo depois, Justine se torna introvertida e taciturna, sendo finalmente atingida por um raio e morrendo instantaneamente. Madame de Lorsange ingressa em uma ordem religiosa após a morte de Justine.

## Estudos sobre a obra
Simone de Beauvoir escreveu um ensaio notável sobre Sade, "Faut-il brûler Sade?" ("Deveríamos queimar Sade?"), publicado em 1955. Ela argumenta que, além do elemento escandaloso, Sade usa Justine para reconciliar o prazer individual com a existência social e para explorar uma dimensão ética na filosofia libertina.
Um estudioso comentou:
Os libertinos obtêm tanta satisfação em derrotar seus oponentes intelectualmente quanto em subjugá-los e abusar deles fisicamente, enquanto as próprias vítimas (e Justine oferece o melhor exemplo disso) enfrentam o desafio admiravelmente com respostas igualmente contundentes e fundamentadas.
James Fowler escreve que "sua piedade lhe oferece o prazer mais intenso que ela pode experimentar na vida" e descreve suas respostas ao libertino Marquês de Bressac como "hedonismo piedoso".

## Legado
Em 1798, o escritor rival Rétif de la Bretonne publicou seu Anti-Justine.
No filme Melancholia de Lars von Trier de 2011, a personagem principal, interpretada por Kirsten Dunst, recebe o nome de Justine, de Sade.
Uma releitura em termos contemporâneos é The Turkish Bath, um romance de 1969 publicado pela Olympia Press, supostamente de Justine e Juliette Lemercier em formato autobiográfico.

## Adaptações em filme, televisão ou cinema
A história foi adaptada para o cinema diversas vezes, com destaque para uma coprodução internacional de 1969, dirigida por Jesús Franco e estrelada por Jack Palance, Romina Power, e Klaus Kinski como o Marquês, intitulada Marquis de Sade: Justine. Também houve uma versão em quadrinhos de Guido Crepax. Em 1972, o diretor francês Claude Pierson filmou uma adaptação muito fiel da obra de Sade, intitulada Justine de Sade, com a francesa Alice Arno no papel-título. Em 1973, o diretor japonês Tatsumi Kumashiro filmou uma adaptação de Justine como parte da série Roman Porno da Nikkatsu. O filme foi intitulado Woman Hell: Woods are Wet (女地獄　森は濡れた, Onna Jigoku: Mori wa Nureta). Em 1977, uma versão cinematográfica do romance, intitulada Cruel Passion, foi lançada.
Justine também foi apresentado no filme Quills, de 2000, baseado na vida do Marquês de Sade.
Julia Ducournau, diretora do filme Raw, disse em uma entrevista à Variety que deu o nome da protagonista em homenagem a Justine, de Sade.